# Данилова, Александра Митрофановна
Александра Митрофановна Данилова (1913—2003) — советский работник пищевой промышленности, Герой Социалистического Труда.

## Биография
Родилась 24 августа 1913 года в Херсонской губернии Российской империи в семье моряка броненосца «Потёмкин». Её отец был большевиком, участником Гражданской войны в России, в дальнейшем — народным комиссаром социального обеспечения Молдавской республики; мать также была участницей Гражданской войны против немцев и белых на Украине.
В 1932 году Александра окончила Одесский техникум пищевой промышленности и по распределению была направлена в Краснодарский край на Крымский консервный комбинат. С тех пор станица Крымская стала её второй родиной. Было в её жизни событие, когда в годы Великой Отечественной войны жители Кубани отправили голодающим блокадного Ленинграда железнодорожный состав продуктов, назвав его «Эшелоном жизни». В составе делегации была инженер Александра Данилова; трое кубанских посланцев погибли в пути при обстрелах и бомбёжках. В осаждённом Ленинграде Александра Митрофановна побывала в одной из воинских частей на Пулковском рубеже обороны и на передовой у бойцов тяжёлого гаубичного полка, посетила Кировский завод, обстреливаемый немецкой артиллерией прямой наводкой. Вспоминая эту поездку, Александра Митрофановна рассказывала:

«Кубанской делегации была оказана большая честь — нас разместили в Смольном. Члены делегации ездили в воинские части и на предприятия.
Мне довелось побывать в воинской части на Пулковском рубеже обороны. Прошли прямо на передовую, вручили лучшим бойцам подарки, рассказали, как помогают фронту труженики тыла.

…

На другой день я попала к бойцам тяжелого гаубичного полка. Его орудия, доставленные сюда из Кронштадта, своим мощным огнем подавляли огневые точки противника, не давая обстреливать город. Посетили мы завод имени Кирова. Хотя фашисты его обстреливали прямой наводкой, рабочие жили тут и работали круглые сутки.

…

Показали нам документальный фильм „Ленинград в декабре и январе“ — хватающая за душу летопись жизни. Секретарь Ленинградского обкома партии товарищ Жданов при прощании передал огромное спасибо кубанцам от всех ленинградских детей, женщин, воинов, просил рассказать, как борется Ленинград. По возвращении домой я, как и другие члены делегации, выступала на предприятиях, в колхозах, школах, перед уходящими на фронт».

После этого вернулась домой и занималась подпольной работой в оккупированном Краснодарском крае.
После освобождения Кубани от немецко-фашистских войск, с мая 1943 года Александра Митрофановна работала на восстановлении родного завода, затем трудилась рабочей, мастером, начальником засолочного отделения томатного цеха. За достигнутые успехи в своей работе награждалась почётными грамотами, неоднократно становилась победителем в отраслевом конкурсе «Золотые руки», её портрет не единожды находился на городской Доске Почёта. Свой опыт передавала молодым работникам предприятия.
Указом Президиума Верховного Совета СССР от 21 июля 1966 года за особые заслуги в выполнении заданий семилетнего плана и достижение высоких технико-экономических показателей по производству пищевых продуктов Даниловой Александре Митрофановне было присвоено звание Героя Социалистического Труда с вручением ордена Ленина и золотой медали «Серп и Молот».
Более 20 лет она возглавляла засолочное отделение томатного цеха до ухода на заслуженный отдых. На пенсии проживала в город Крымск Краснодарского края, в последние годы жизни — в Москве.
Умерла 8 февраля 2003 года. Похоронена в Москве на Митинском кладбище.
Была также награждена медалями, в числе которых «За доблестный труд в Великой Отечественной войне 1941—1945 гг.» и «За доблестный труд».